# Perspectiva energética mundial

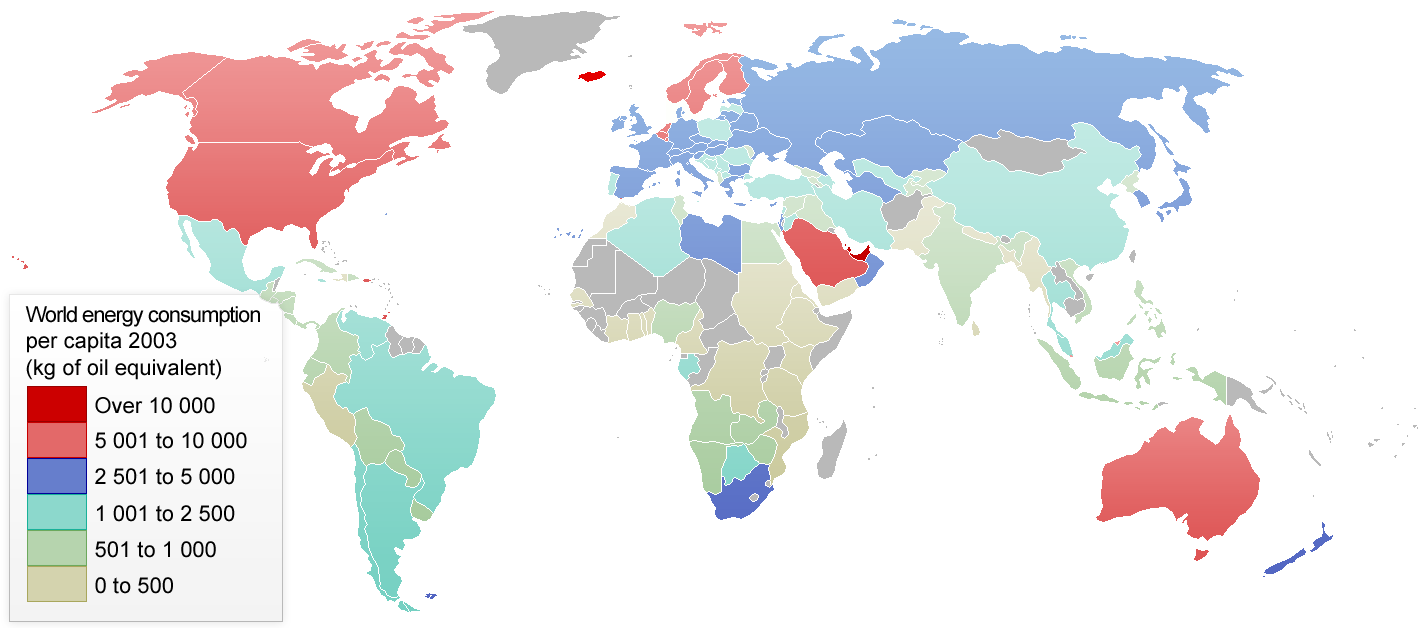
Consumo mundial de energía por habitante en 2003.

La Perspectiva energética mundial (World Energy Outlook) es la publicación insignia anual de la Agencia Internacional de la Energía (AIE), ampliamente reconocida como la fuente de mayor autoridad para análisis y proyecciones energéticos mundiales. Representa la fuente principal para proyecciones de oferta y demanda energéticas a medio y largo plazo. Ofrece detalladas estadísticas, análisis y asesoría, tanto para gobiernos como para empresas energéticas. Se elabora en la oficina del economista jefe de la AIE, que en octubre de 2018 era Laszlo Varro. Para designar a la Perspectiva energética mundial se usarán en esta página sus siglas en inglés, WEO, pero debe tenerse en cuenta que, exteriormente, esas siglas se emplean para designar la publicación World Economic Outlook (Perspectivas de la Economía Mundial), del Fondo Monetario Internacional. 
La WEO presenta proyecciones detalladas de demanda de energía, producción, comercio e inversión, combustible por combustible y región por región. El informe también se centra regularmente en los asuntos candentes. Utilizando un escenario de referencia (línea de base) que supone que no hay cambios en las políticas actuales, la WEO permite a los formuladores de políticas evaluar su camino actual. También ha desarrollado un escenario alternativo que coloca los sistemas energéticos mundiales en una trayectoria que estabiliza las emisiones de gases de efecto invernadero para que la temperatura media del planeta no aumente más de 2 °C respecto a los niveles preindustriales. Para más información sobre este límite de aumento, véase Evitar un cambio climático peligroso.
La AIE fue creada por la Organización para la Cooperación y el Desarrollo Económico (OCDE) tras la crisis del petróleo de 1973.
La Academia de Ciencias Rusa premió en 2001 a la WEO por «la amplitud de su cobertura y la objetividad de su análisis».

## Perspectiva energética mundial 2017
Se centra en el rápido despliegue y coste decreciente de las energías renovables, la creciente electrificación de la energía, el cambio de China a una economía más limpia basada en servicios y la resiliencia a los bajos precios de la extracción no convencional de hidrocarburos en Estados Unidos.

## Perspectiva energética mundial 2012
Fatih Birol, entonces economista jefe de la Agencia Internacional de la Energía (AIE), diseñó y dirigió el estudio, que fue elaborado por la Dirección de Economía Energética Mundial y otros órganos de la AIE. El modelo central utilizado por la AIE se basa en el escenario de nuevas políticas. En la parte A, titulada Demandas energéticas mundiales, con proyecciones hasta 2035, la demanda se incrementaría en un tercio, con China, India y Oriente Medio acaparando un 60 % de dicho incremento. La parte B se dedica a la eficiencia energética, y la C, a la perspectiva energética de Irak.

## Ediciones anteriores
El informe de 2011 se publicó el 9 de noviembre de ese año. El resumen ejecutivo notó que  había «pocos signos de que esté en marcha el urgentemente necesitado cambio en las tendencias energéticas mundiales.» Richard G. Newell, profesor asociado de economía ambiental y energética en la Universidad Duke señala: «Incluso si las economías maduras moderan su demanda de petróleo a través de la eficiencia energética y los biocarburantes, la demanda de petróleo para transporte de las economías emergentes crece casi el 50 %. El resultado es, nos guste o no, que en estos tiempos por venir tendríamos que estar preparados para oscilaciones de precios en el surtidor de combustible.»
La WEO de 2010, publicada el 9 de noviembre de ese año, presentó por primera vez en su historia un escenario que tiene en cuenta los compromisos que los gobiernos acababan de adoptar para abordar el calentamiento mundial. También trataba las perspectivas de las tecnologías de energía renovable y extracción de petróleo no convencional (de arenas bituminosas o por fracturación hidráulica), las implicaciones de las políticas climáticas, perspectivas energéticas del Mar Caspio, la pobreza energética y los subsidios a la energía.
El informe de 2009 analiza a fondo la financiación de la inversión energética en un marco climático posterior a 2012, las perspectivas de los mercados mundiales de gas y las tendencias energéticas en el Sudeste Asiático. El de 2008 se centra en las perspectivas de producción de petróleo y gas natural y los escenarios climáticos posteriores a 2012. El de 2007 se centra especialmente en China e India y analiza el impacto de su aumento del consumo energético en los mercados energéticos internacionales y en las emisiones de gases de efecto invernadero relacionadas con la producción de energía. La edición de 2005 presenta una valoración detallada de las perspectivas energéticas en Oriente Medio y África del Norte, y sus implicaciones para los mercados energéticos mundiales.  
En 2017 la Perspectiva energética mundial celebró el 40 aniversario de su publicación.